# With Hoops of Steel
With Hoops of Steel er en amerikansk stumfilm fra 1918 af Eliot Howe.

## Medvirkende
- Henry B. Walthall - Emerson Mead
- William De Vaull - Jim Harlin
- Mary Charleson - Marguerite Delance
- Joseph J. Dowling - Col. Whittaker
- Howard Crampton - Pierre Delarue
- Roy Laidlaw - Albert Wellesley
- Jack Standing - Paul Delarue
- Clifford Alexander - Will Whittaker
- Anna Mae Walthall - Amanda Garcia